# Mike Tyson vs. Roy Jones Jr.
Mike Tyson vs. Roy Jones Jr. é uma próxima luta de exibição de boxe disputada entre o ex - campeão mundial indiscutível dos pesos pesados, Mike Tyson, e o ex -campeão mundial de quatro divisões, Roy Jones Jr. A luta está agendada para 28 de novembro de 2020, no STAPLES Center em Los Angeles, Califórnia . A luta será oficialmente sancionada pela Comissão Atlética do Estado da Califórnia (CSAC).

## Background

### Mike Tyson
Um ano depois de se aposentar, Tyson anunciou em setembro de 2006 que embarcaria em uma turnê mundial de lutas de exibição, anunciada como "Mike Tyson's World Tour", em uma tentativa de superar a dívida que tinha na época. A primeira luta aconteceu em 20 de outubro de 2006, no Chevrolet Center em Youngstown, Ohio, contra o ex-boxeador profissional e parceiro de luta Corey Sanders (não confundir com a sul-africana ex-campeã mundial dos pesos pesados Corrie Sanders ), em quatro -round ataque. Com 6.000 torcedores presentes, a luta não correspondeu às expectativas, com a multidão muitas vezes vaiando com desagrado. Essa seria a única luta de exibição da turnê a acontecer, mencionou pela primeira vez a ideia de retornar às lutas de exibição em uma entrevista no YouTube de abril de 2020 com o rapper TI, dizendo: "Eu quero ir para a academia e entrar em forma para poder encaixotar exposições de três ou quatro rounds para algumas instituições de caridade e coisas assim " Ele ainda provocou um possível retorno ao ringue no início de maio de 2020, postando dois vídeos curtos online de si mesmo treinando através de sua conta do Instagram, declarando no final do vídeo, "Estou de volta". Mais tarde, ele explicou em uma transmissão ao vivo do Facebook : "Tudo é possível. Eu me sinto imparável agora. Os deuses da guerra me despertaram, inflamaram meu ego e querem que eu vá para a guerra novamente. Eu me sinto [jovem] de novo. "

### Roy Jones Jr.
A última luta de Jones em sua carreira de 29 anos aconteceu em 8 de fevereiro de 2018, derrotando Scott Sigmon por decisão unânime no Bay Center em Pensacola, Flórida . Jones anunciou sua aposentadoria após a luta, mas deixou a porta aberta para a volta contra o lutador do UFC Anderson Silva, dizendo: " Dana, eu sei que você está ouvindo. Eu sei que o Anderson está suspenso. Mas essa é a única outra luta para a qual Roy Jones vai voltar aos ringues. Fora isso, o capítulo está encerrado. "

### Ofertas
Após seus vídeos no Instagram e transmissão ao vivo no Facebook, Tyson foi contatado pelo promotor de boxe australiano Brian Amatruda com uma oferta de US $ 1 milhão para enfrentar o ex -jogador de futebol australiano - boxeador virado Barry Hall, o ex- jogador da liga de rugby - boxeador virado Paul Gallen o ex-jogador de rúgbi que virou boxeador Sonny Bill Williams em uma luta de exibição. De acordo com o agente de celebridades Max Markson, que estava agindo como intermediário entre Amatruda e a equipe de Tyson, Tyson chamou a oferta de "um insulto ao boxe", com Markson dizendo: "Mike leu a história (no Daily Mail ) de que ele estaria lutando um jogador de rúgbi. Ele disse que não faria isso, pois seria um insulto ao boxe. Ele diz que se voltar ao ringue, será com um boxeador de verdade. "
Outras ofertas vieram de David Feldman - presidente do Bare Knuckle Fighting Championship (BKFC) - por US $ 20 milhões para lutar contra um oponente da escolha de Tyson, desde que esse oponente estivesse sob contrato com o BKFC, e de Peter Czymor - presidente de Boston Promoções de boxe - por US $ 1,1 milhão para enfrentar a ex-vítima Peter McNeeley, que Tyson derrotou por desqualificação em 1995.
Seis dias depois de Tyson postar seus vídeos de treinamento, Evander Holyfield postou seu próprio vídeo com a legenda: "Você está pronto? O momento que todos vocês estavam esperando. . . O campeão voltou." Em uma entrevista ao BoxingScene.com Holyfield expressou seu desejo de encontrar Tyson no ringue, dizendo: "Já fiz o que queria na minha carreira e tenho sido o melhor que pude. Se não fosse pela caridade, eu não lutaria com o Tyson, não vejo isso como um vencedor nessa luta. Este é um evento de caridade ajudando nossas fundações. A questão é saber para que você está fazendo isso. "

### Acordo assinado entre Tyson e Jones
Após dois meses de negociações entre a Tyson e a Holyfield não concretizarem um acordo, foi anunciado no dia 23 de julho que Jones havia assinado um contrato para enfrentar Tyson, com a exposição inicialmente marcada para acontecer em 12 de setembro, no Dignity Health Sports Park, em Carson, Califórnia, com boxeadores profissionais para aparecer na eliminatória. Em agosto, foi anunciado que a data havia sido adiada para 28 de novembro, a fim de maximizar a receita do evento. Em uma coletiva de imprensa organizada por Triller em 29 de outubro, foi anunciado que a luta aconteceria no STAPLES Center em Los Angeles, Califórnia . O evento será oficialmente sancionado pela Comissão Atlética do Estado da Califórnia (CSAC). Ambos os lutadores serão obrigados a submeter exames médicos CSAC para lutadores com mais de 40 anos, e o árbitro estará sob instruções específicas para interromper a luta se ultrapassar "os limites de uma exibição competitiva de boxe." As regras para esta luta de exibição incluem oito rounds de dois minutos, bem como luvas de 12 onças, ao contrário das luvas de 10 onças mais tradicionais usadas em lutas de boxe de peso pesado.

## Card da luta
↑Note 1 Exhibition fight 
↑Note 2 Robinson's professional debut 
↑Note 3 For the WBC USNBC Silver Lightweight title 
↑Note 4 For the WBC USNB Featherweight title 
↑Note 5 For the WBC USNBC Heavyweight title 